# 프라이밍 (미디어)
프라이밍(priming) 이론은 미디어 이미지가 청중의 마음 속에 관련된 생각을 자극한다고 설명한다.
인지 심리학에 기반을 둔 미디어 프라이밍 이론은 아이디어나 개념이 네트워크의 노드로 저장되고 의미 경로를 통해 다른 아이디어나 개념과 관련되는 인간 기억의 연관 네트워크 모델에서 파생된다. 특히. 프라이밍은 이 네트워크에서 노드의 활성화를 의미하며 이는 필터, 해석 프레임 또는 추가 정보 처리 또는 판단 형성을 위한 전제 역할을 할 수 있다.

## 일반적인 공격 모델
일반 공격 모델 ( GAM )은 프라이밍 이론과 사회 학습 이론을 통합하여 이전에 학습된 폭력 행동이 미디어 노출로 인해 유발된 생각, 감정 또는 생리적 상태에 의해 어떻게 촉발될 수 있는지 설명한다. 그러나 GAM은 최근 몇 년 동안 기본적이고 입증되지 않은 가정과 이론에 대한 열악한 데이터 지원과 관련하여 상당한 비판을 받아 왔다.

## 정치 미디어 프라이밍
정치 미디어 프라이밍은 "언론이 특정 문제에만 집중하고 다른 문제에는 관심을 두지 않음으로써 사람들이 선거 후보를 평가하는 기준을 바꾸는 과정"이다. 다수의 연구는 의제 설정을 넘어서는 강력한 미디어 효과의 차원이 있음을 보여주었다. 1982년에 Iyengar, Peters 및 Kinder는 이 추가된 차원을 " 프라이밍 효과 "로 처음 식별했다. 이 이론은 사람들이 정치적 문제에 대해 정교한 지식을 갖고 있지 않으며 정치적 결정을 내릴 때 자신이 알고 있는 모든 것을 고려하지 않는다는 가정에 기초하고 있다. 즉 다시 말하자면 사람들은 더 쉽게 떠오르는 것을 고려해야야 한다는 것이다. 미디어는 다른 측면을 희생하면서 정치의 일부 측면에 관심을 끌면서 정치인에 대한 평가를 포함하여 정치적 판단에 도달하는 조건을 설정하는 데 도움이 될 수 있다. 프라이밍은 뉴스 매체가 지도자와 정부의 성과를 평가하는 데 사용해야 하는 방식과 특정 문제를 청중에게 제안할 때 발생한다.
프라이밍은 종종 의제 설정 이론 과 함께 논의된다. 이 협회의 이유는 두 가지이다. Hastie & Park에 따르면 첫 번째는 두 이론 모두 중요한 정보 회상을 중심으로 사람들이 결정을 내릴 때 가장 쉽게 사용할 수 있는 정보를 사용할 것이라는 생각을 기반으로 한다는 것이다. 두 번째는 Iyengar와 Kinder에 따르면 프라이밍은 시간이 지남에 따라 발생하는 의제 설정을 포함하는 두 가지 프로세스의 후반부라는 것이다. 의제 설정이 문제를 두드러지게 만든 후에 프라이밍은 "매스 미디어가 정치 후보자나 문제에 대해 판단을 내릴 때 사람들이 고려하는 고려 사항을 형성할 수 있는" 프로세스라는 것인데 간단히 말하자면 두 이론 모두 사람의 마음 속에서 정보에 쉽게 접근할 수 있다는 점을 지적하지만 프라이밍은 특정 미디어 세그먼트에 노출된 후 일정 기간에 걸쳐 발생할 수 있는 것에서 차이점이 있다.
연구자들은 또한 뉴스를 통한 정치적 미디어 프라이밍의 영향을 분석한다. 초기 연구 결과에 따르면 정치 미디어는 주요 청중에게 제공되었지만 연구자들은 이것이 프라이밍보다는 정치 미디어에 대한 가용성이 증가했기 때문이라고 주장한다. 연구자들은 사람들이 생각하는 것에 영향을 미치는 미디어를 분석하는 대신 정치 미디어가 인식된 대통령 성과에 어떤 영향을 미치는지 분석하는 데 초점을 맞췄다.

## 연구
프라이밍 유형에는 콘텐츠 프라이밍과 프로세스 프라이밍이 있다. 콘텐츠 프라이밍은 정보가 준비되고 인지 과정이 해당 정보에 대한 정신적 표현을 생성하여 반응에 영향을 미칠 때 발생한다. 내용 프라이밍에는 의미적 프라이밍, 특수 사례 프라이밍, 평가 프라이밍, 직접 프라이밍, 간접 프라이밍 등 다양한 형태가 있다. 프로세스 프라이밍은 소수의 사용 가능성이 높아질 때 발생하므로 소수의 결과를 수행할 가능성이 높아진다.
Jacobs와 Shapiro가 John F. Kennedy의 1960년 대선 캠페인에 대한 정량적, 역사적 분석에서 입증한 것처럼 프라이밍이 항상 의도하지 않은 것은 아니다. 특히 그들의 연구는 개인이 태도를 형성하고 결정을 내리는 방법에 대한 원래 초점에서 후보자 행동 연구에 대한 프라이밍 이론의 적용을 확장하고는 한다. 이에 더해 그들은 이 새로운 접근 방식이 "의도하지 않은 프라이밍에서 의도적인 프라이밍, 즉 후보자가 유권자에게 영향을 미치기 위해 추구하는 의도적인 전략으로 분석 초점을 변경한다"라고 말한다. 저자들은 프라이밍이 후보자 속성을 평가하는 유권자의 기준에 영향을 미치기 위해 정책 문제에 대한 여론을 신중하게 계산하여 사용하는 과정을 통해 대통령 후보자를 위한 효과적인 캠페인 전략이 될 수 있다고 지적하는 반면 이 연구에서 저자는 1960년 선거에 초점을 맞추고 있는데, 그 이유는 혁신적인 여론 조사가 케네디의 캠페인 전략에 통합되어 케네디가 자신의 이미지를 형성하기 위해 입장을 취하는 것을 가능하게 했기 때문이다. 그들의 연구는 보관 기록과 인터뷰에서 도출된 주요 증거뿐 아니라 해석적 분석과 정량적 분석의 조합을 기반으로 했으며 그들은 정책 문제에 대한 케네디의 입장과 그의 개인 여론 조사 결과 사이에 관계가 존재한다는 것을 발견했다. 또한 그의 캠페인은 이미지 구축과 인식된 여론에 반응하는 문제에 대한 입장을 결합했고 해당 연구는 실제 정치인이 주요 유권자에게 투표 결과를 사용하는 방법과 이유에 대한 질문을 무시하지만 Jacobs와 Shapiro는 프라이밍 프로세스가 선거 캠페인 중 여론에 영향을 미치는 도구로 정치 후보자가 의도적으로 사용할 수 있을 만큼 강력하다는 것을 효과적으로 보여주게 되었다.
Iyengar, Peters 및 Kinder의 1982년 프라이밍 연구에서 그들은 의도적인 프라이밍이 지미 카터 대통령에 대한 대중의 평가에 어떤 영향을 미칠 수 있는지 결정하기 시작했다. 그들의 가설은 국방이나 지출과 같은 황금 시간대 미디어를 통해 특정 정치적 주제를 두드러지게 만들면 시청자가 해당 주제를 기반으로 카터 대통령을 평가하게 될 것이라고 밝혔다. 실험 결과는 의제 설정 및 프라이밍 현상을 보여주었다. 첫째, Iyengar et al. 주어진 정치적 주제에 대한 노출과 대통령을 평가할 때 그 중요성 사이의 긍정적인 상관관계에서 의제 설정의 증거를 발견했다. 그런 다음 그들은 상기 기준이 대통령의 성과에 대한 실제 평가에 영향을 미쳐 프라이밍을 입증한다는 사실을 발견했다. 또한 이 실험은 정치 인물에 대한 대중의 관심과 인식을 유도할 수 있는 뉴스 매체의 잠재력을 지적한다. 그러나 연구원들은 또한 자기 보고된 정치 지식 수준이 높은 피험자가 프라이밍 효과가 감소한 것으로 나타났다. 이로 인해 Iyengar의 팀은 프라이밍이 정치 뉴스 매체에 노출되기 전에 개인이 받은 지식에 따라 다양한 의미를 갖는다는 결론을 내렸다.
또한 연구에 따르면 특정 문제에 대한 캠페인 및 미디어 보도는 두 부분으로 구성된 과정을 통해 프라이밍이 있는 것처럼 보일 수 있다. 1) 캠페인 및 미디어 메시지는 청중에게 정당과 후보자의 입장을 알리고 2) 일단 정보를 얻은 후에 청중은 채택하고 특정 캠페인에 유리한 정치적 메시지를 작성한다는 개념은 캠페인과 당파 성향의 언론 매체가 특정 측면이나 아이디어에 유리한 두드러진 주제를 만들도록 하는 인센티브를 제공한다. 이러한 경우 이는 사회(주제가 더 넓은 문화나 미디어에서 인식되는 방식)와 개인 모두를 참여시키기 때문에 특히 강력한 요소가 될 수 있다. 문제가 개인과 얼마나 개인적으로 관련되어 있는지이다.
'확산 활성화'라는 개념은 미디어와 사회과학 연구에서도 탐구되었다. 확산 활성화는 "미디어 보도가 개인의 마음 속에 있는 문제의 중요성을 높이는 역할을 하여 해당 문제가 관련 문제를 평가하는 기준으로 작용할 가능성이 높아지는" 프로세스를 의미한다. 이 이론은 이전의 "태도 접근성 가정 및 정보 처리의 기억 기반 모델"에 근거하며 이론은 "정신적 지식 클러스터"가 사람들이 처리하고 인식하는 정보를 구성하는 방식이다. 또한 이러한 클러스터는 주어진 순간의 발생에 따라 정신적 접근성이 다양하다고 주장한다. 따라서 이러한 프라이밍 모델은 의사결정 과정에서 특성과 요인의 두드러짐을 기반으로 한 태도 형성과 다시 관련되기도 한다.

## 복제
프라이밍의 효율성에 대한 논쟁이 계속되고 있다. 심리적 프라이밍 연구(이 항목에서 논의된 것과 다른 연구 영역)의 한 가지 한계는 연구 결과를 재현하기 어렵다는 것이 주 이유이다. 연구자가 다른 사람의 연구를 복제하려고 시도하여 일관성 없는 결과를 얻으면 원래 연구 결과의 신뢰성이 떨어지게 된다. 왜냐하면 프라이밍 연구가 재현하기 어려운 이유는 결과를 변경하는 수많은 요인이 있기 때문이다. 또한 이러한 요소는 매우 민감하므로 원래의 실험 방법을 바꾸면 결과도 바뀔 수 있다. 특히 복제에 영향을 줄 수 있는 요인으로는 물리적 환경, 개인 요인, 사회적 요인 등이 있으며 프라이밍이 동일한 실험 상황을 가졌다고 해도 사람들이 같은 방식으로 반응하지 않거나 반응할 가능성이 있다. 또 다른 한계는 미디어 프라이밍의 효과가 시간이 지남에 따라 사라질 수 있다는 것이다.

## 추가 자료
- 미디어 영향
- 의제 설정 이론
- 프레이밍(사회 과학)
- 프라이밍 (심리학)

## 같이 보기
- 의제설정 이론
- 프레이밍
- 점화 (심리학)

## 추가 읽기
- Bruce, V., Carson, D., Burton, AM, & Kelly, S. 프라임 타임 광고: 모집 포스터에 표시된 얼굴의 반복 프라이밍 . 기억과 인지, 26, 502-515.
- 부시먼, BJ(1998). 기억 속의 공격적 구성의 접근성에 대한 미디어 폭력의 프라이밍 효과 . 성격 및 사회 심리학 게시판, 24, 537-546.
- Domke, D., Shah, DV, & Wackman, DB (1998). 미디어 프라이밍 효과: 접근성, 연관 및 활성화 . 국제여론연구학회지, 10, 51-75.
- Goidel, RK, Shields, TG, & Peffley, M. (1997). 프라이밍 이론과 RAS 모델: 미디어 영향의 통합적 관점을 향하여 . 미국 정치 계간지, 25, 287-318.
- 헤더링턴, MJ (1996). 1992년 유권자의 국가 경제 평가 형성에 있어서 언론의 역할 . 미국 정치학 저널, 40, 372-395.